# Język liana-seti
Język liana-seti, także: seti-liana, seti, liana, teula, liambata-kobi – język austronezyjski używany w prowincji Moluki w Indonezji. Według danych z 1989 r. posługuje się nim 3 tys. osób.
Jego użytkownicy zamieszkują dość rozległy obszar centralnej części wyspy Seram.
Osoby z zewnątrz posługują się określeniem „seti”, natomiast sama społeczność używa nazwy „liana”. Dodatkowo publikacja Atlas bahasa tanah Maluku podaje „liambata” jako alternatywną nazwę tego samego języka; według autorów analizy leksykostatystycznej z 1989 r. oraz Ethnologue (wyd. 22) jest to odrębny język (in. salas, salas gunung; 50 użytkowników). Region charakteryzuje się złożoną sytuacją językową, co prowadzi do rozbieżności w klasyfikacji.
Dostępne materiały obejmują dwie listy słownictwa (opublikowane w 1981 r.). W artykule z 1931 r. zawarto pewne dane z tego języka, opisanego wraz z benggoi jako „uhei-kahlakim”. Jest zapisywany alfabetem łacińskim.